# Reichsbund Deutscher Demokratischer Studenten
Der Reichsbund Deutscher Demokratischer Studenten wurde 1919 als offizieller Hochschulverband der DDP gegründet und bestand bis zum Ende der Weimarer Republik. Im Bündnis mit dem SPD-nahen Sozialistischen Studentenbund engagierte sich der Reichsbund gegen den grassierenden Rechtsradikalismus in der damaligen Studentenschaft und gehörte zu den tragenden Säulen des Republikanischen Studentenkartells (1922) und des als Alternative zur Deutschen Studentenschaft gegründeten Deutschen Studenten-Verbands (1928). 
Nach der Umbildung der DDP zur Deutschen Staatspartei bestand der Reichsbund ab 1930 ohne Parteibindung fort. 
Wie die meisten politischen Hochschulgruppen der Weimarer Zeit blieb auch der Reichsbund zahlenmäßig schwach und zählte 1931 ca. 20 Hochschulgruppen mit rund 500 Mitgliedern.
Von 1929 bis 1931 gab der Reichsbund die Zeitschrift Der Demokratische Student heraus.

## Bekannte Mitglieder
- Gustav Heinemann, späterer deutscher Bundespräsident
- Hans Lenz, späterer FDP-Politiker und Bundesminister